# Филиппи, Федерико
Федерико Филиппи (итал. Federico Philippi или исп. Federico Enrique Eunom, или нем. Friedrich Heinrich Eunom, 16 декабря 1838 — 16 января 1910) — чилийский ботаник немецкого происхождения, профессор ботаники, выдающийся естествоиспытатель, потомок немецких иммигрантов.

## Биография
Федерико Филиппи родился в Неаполе 16 декабря 1838 года в семье Рудольфа Амандуса Филиппи (1808—1904), палеонтолога, ботаника, зоолога и натуралиста.
Филиппи стал преемником своего отца на кафедре естественной истории, профессором ботаники Чилийского университета и Национального института, директором Ботанического сада и Национального музея. Он описал более 150 видов растений, в том числе 33 новых, включая Leucocoryne coquimbensis. Филиппи завещал все свои коллекции и сочинения Национальному музею естественной истории Чили.
Федерико Филиппи умер в Сантьяго 16 января 1910 года.

## Научная деятельность
Федерико Филиппи специализировался на семенных растениях.

## Почести
В его честь были названы следующие виды растений: Conophytum philippii L.Bolus и Tristagma philippii Gand.